# Бушинце (Вељки Кртиш)
Бушинце (слч. Bušince) насељено је мјесто са административним статусом сеоске општине (слч. obec) у округу Вељки Кртиш, у Банскобистричком крају, Словачка Република.

## Становништво
| Година:    | 1994. | 2004.   | 2014.   | 2024.   |
| ---------- | ----- | ------- | ------- | ------- |
| Број људи: | 1314  | 1416    | 1468    | 1365    |
| Разлика:   |       | +7,76 % | +3,67 % | -7,01 % |

| Година:    | 2023. | 2024.   |
| ---------- | ----- | ------- |
| Број људи: | 1370  | 1365    |
| Разлика:   |       | -0,36 % |

Према подацима о броју становника из 2011. године насеље је имало 1.470 становника.